# Registrum Gregorii

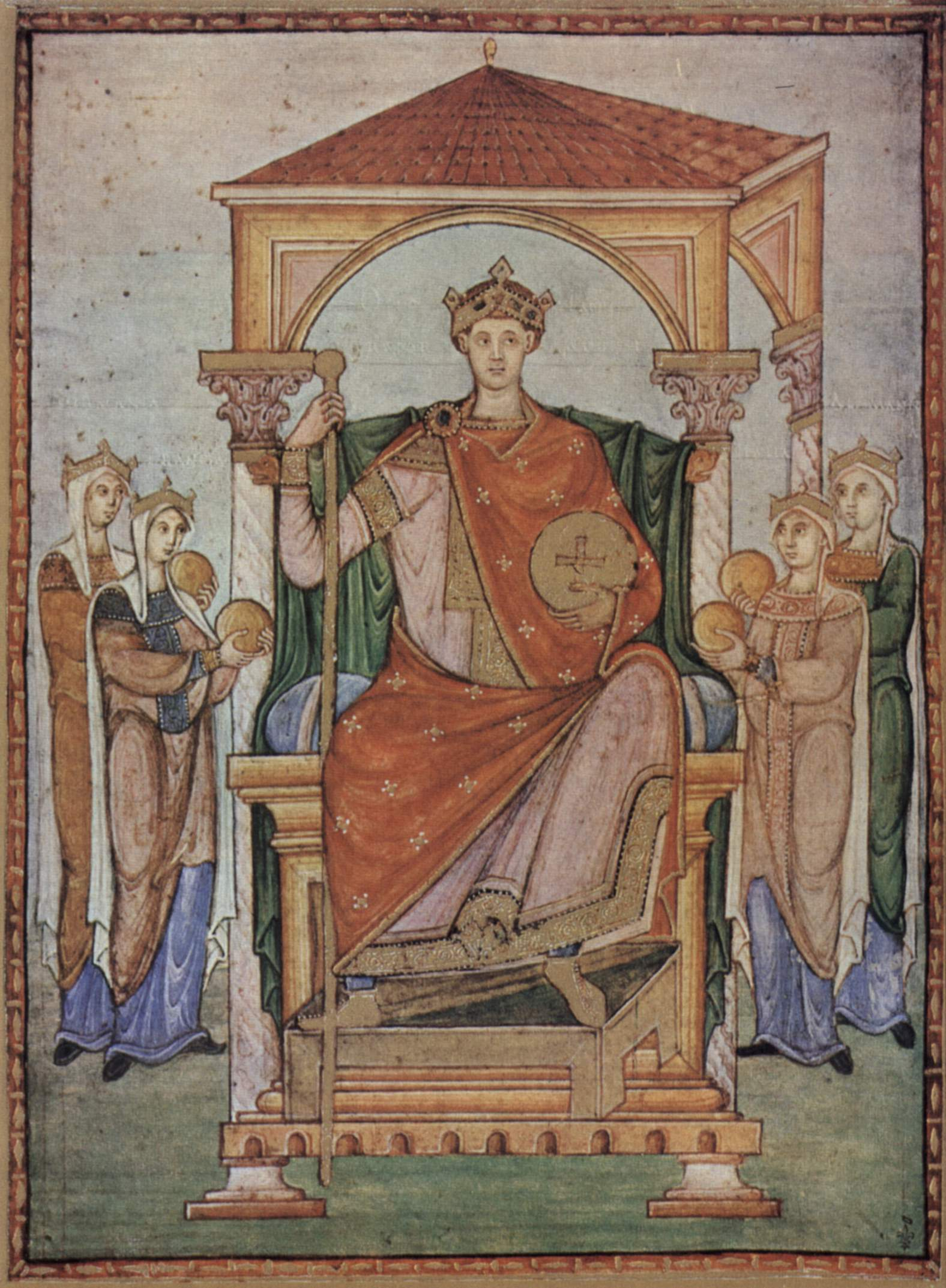
Ottone II, 19,8×27 cm (Chantilly)

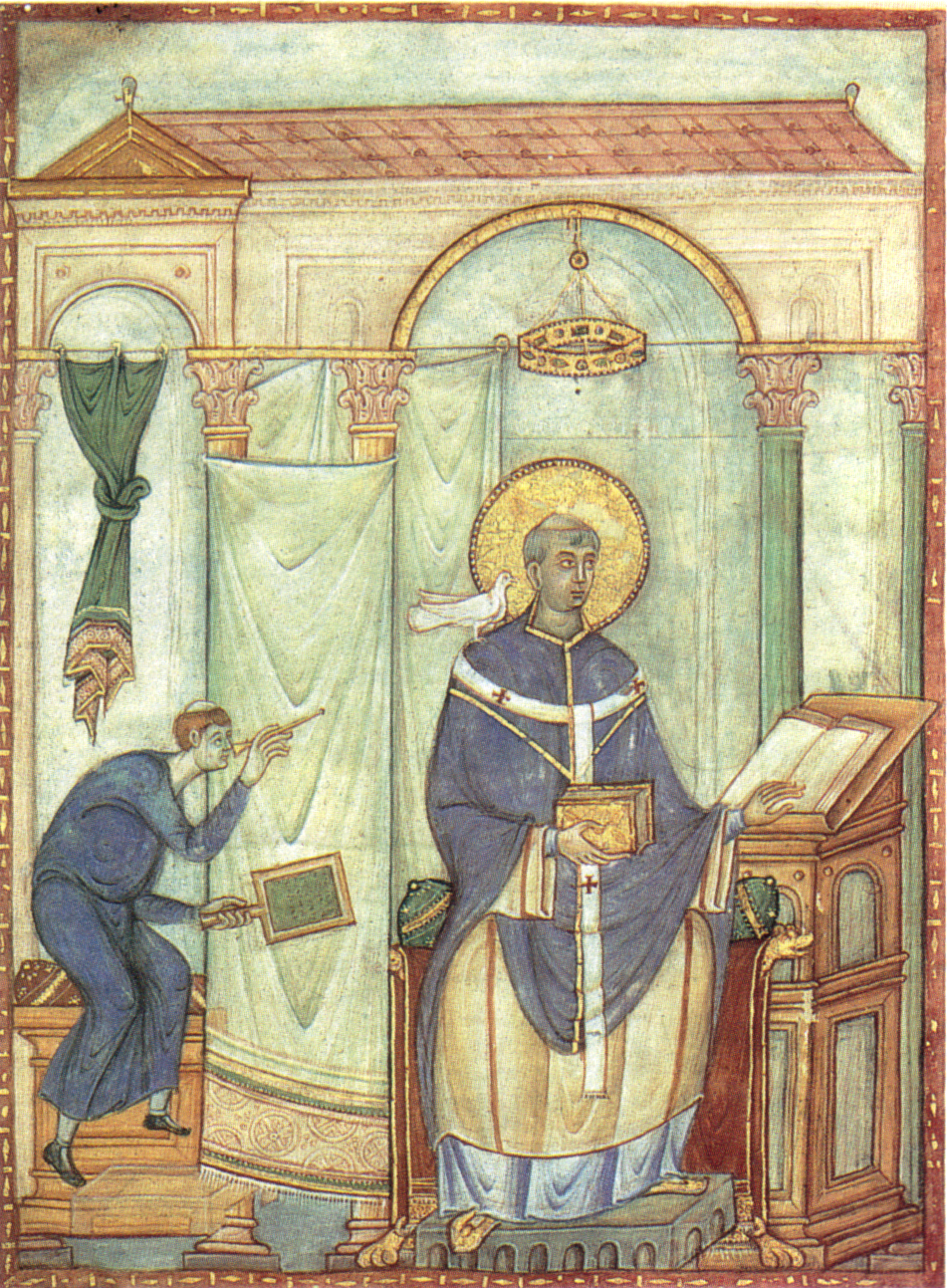
San Gregorio, 19,8×27 cm (Treviri)

Il Registrum Gregorii, oggi conservato nel Musée Condé a Chantilly e nella Stadtbibliothek di Treviri, è un codice che raccoglie le lettere di papa Gregorio I. Il documento fu commissionato dall'arcivescovo Egberto di Treviri all'italiano e anonimo Maestro del Registrum Gregorii, probabilmente dopo la morte di Ottone II nel 983. In particolare vennero eseguite solo due grandi miniature a piena pagina, Ottone II in trono attorniato dalle Province dell'Impero (oggi a Chantilly) e San Gregorio Magno ispirato dalla colomba che detta allo scriba (oggi a Treviri). L'artista che eseguì le miniature doveva essere molto colto, a conoscenza del greco e con un bagaglio figurativo molto ampio.
Nella prima miniatura, l'imperatore, definito dall'iscrizione «Otto Imperator August[us]», siede su un trono posto davanti a un ciborio con sullo sfondo un telo verde, il sovrano indossa un'alba di colore rosa con ricchi ornamenti d'oro e la clamide imperiale color porpora e ricamata in oro. Nella mano destra tiene lo scettro mentre con la sinistra regge la sfera con la croce. Attorno sono quattro personaggi femminili coronati che indossano vesti antiche e reggono sfere più piccole e sono identificate dalle iscrizioni come: la Francia, la Germania, l'Italia e l'Alemannia. Qui la solenne frontalità dell'imperatore è movimentata dall'architettura di sfondo che, intuitivamente, crea un gioco di pieni e vuoti con un pacato equilibrio classicheggiante.
Nella seconda scena si vede papa Gregorio I sulla destra, assorto sulla cattedra, con la colomba divina sulla spalla, mentre una tenda lo separa dallo scriba intento a ricopiare sotto dettatura. Anche qui le figure sono incorniciate da un'architettura, con naturalezza e misura.
In entrambe le scene le figure possiedono una fisicità realistica, ed i colori sono scelti in maniera da amalgamarsi gradevolmente (nella prima prevalgono i toni rossi, nella seconda quelli blu), con un ampio ricorso alle lumeggiature per evidenziare i volumi.
Il resto delle pagine si trova a Treviri (una doppia pagina e 37 pagine di lettere).